# Patricie Holečková
Patricie Holečková (* 21. prosince 1950, Martin, Československo) je česká spisovatelka aforismů a epigramů.

## Život
Narodila se 21. prosince 1950 v Martině. Dětství a školní léta prožila na Slovensku. V letech 1969–1974 studovala na Akademii výtvarných umění v Krakově. Od roku 1982 žije v České republice. Své aforismy publikovala od roku 1976 v novinách a časopisech. Knižně vyšly poprvé v antologii českého aforismu Nezabolí jazyk od dobrého slova (Knižní klub, 2004) a o rok později vydala v nakladatelství Oftis svoji první autorskou sbírku pod názvem Aforismy. V roce 2011 se podílela svými aforismy na publikaci Posvícení (Balt-East, Praha). V roce 2012 vydává druhou autorskou knihu aforismů pod názvem Bez zbytečných slov.

## Dílo
- Nezabolí jazyk od dobrého slova, 2004
- Aforismy, 2005
- Posvícení – tučnější sousta, 2011
- Bez zbytečných slov – e-kniha, 2012[1]
- Aforismy 2013 – aneb o životě s humorem s Patricií Holečkovou - kalendář, 2012
- Aforismy pro dny všední i sváteční (společně s Lechem Przeczkem), 2017